# Galindi

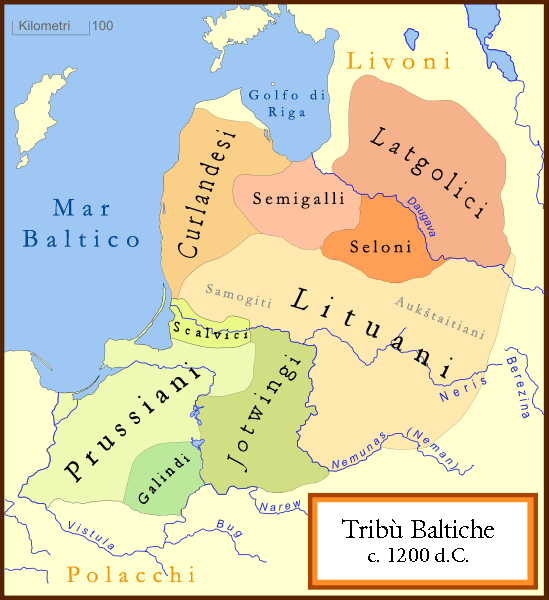
La posizione dei Galindi e delle altre tribù baltiche intorno al 1200. Le comunità di Balti occidentali sono indicate in verde, quelle orientali in arancione. I confini sono approssimativi

I Galindi erano una delle tribù baltiche vissute fino all'epoca medievale nella moderna Polonia settentrionale. Solitamente, il termine è usato per riferirsi ai Galindi dell'ovest che vivevano nella parte sud-orientale della Prussia. Meno di consueto, invece, è usato per una tribù che visse nell'area su cui oggi sorge la città di Mosca (in russo Голядь?).

## Etimologia
Johannes Voigt, supportato da molti altri studiosi, ha ipotizzato che il nome derivasse da una parola baltica *galas ("la fine", probabilmente sinonimo di "situato più lontano", "situato vicino al confine del territorio o area"), in quanto i Galindi si erano posti per qualche tempo più a ovest e più a est di qualsiasi altra tribù baltica.
Lo storico polacco Jerzy Nalepa ha suggerito un'altra etimologia: il nome Galind- potrebbe derivare dall'idronimo del lago di Gielądzkie, nella provincia di Olsztyn, in quella che era l'area centrale in cui si estendeva l'antica Galindia. Nel 1971, Jerzy Nalepa ha sostenuto che la radice *gal- era originalmente un altro grado di ablaut della stessa radice riscontrata nel lituano "gilus" – profondo e "gelmė" – profondità. Il significato originario si riferisce alla profondità del lago menzionato, ovvero uno dei più profondi dell'area.
Il russo 'goljad'' è il risultato dello spostamento comune del nasale '-en'(ę) in '-ja'(я) nella lingua russa.

## Galindi occidentali
I Galindi occidentali (in prussiano: *Galindis; in latino: Galindae), che furono prima una tribù baltica occidentale e poi si fusero con i clan prussiani, vivevano in Galindia, la regione che doveva a loro il nome e che corrispondeva più o meno alla moderna Masuria. Inoltre, questo territorio comprendeva delle aree più a sud che sarebbero confluite nel Ducato di Masovia. La regione abitata era adiacente ai territori degli Jatvingi, i quali vivevano entro i confini del moderno voivodato della Podlachia.

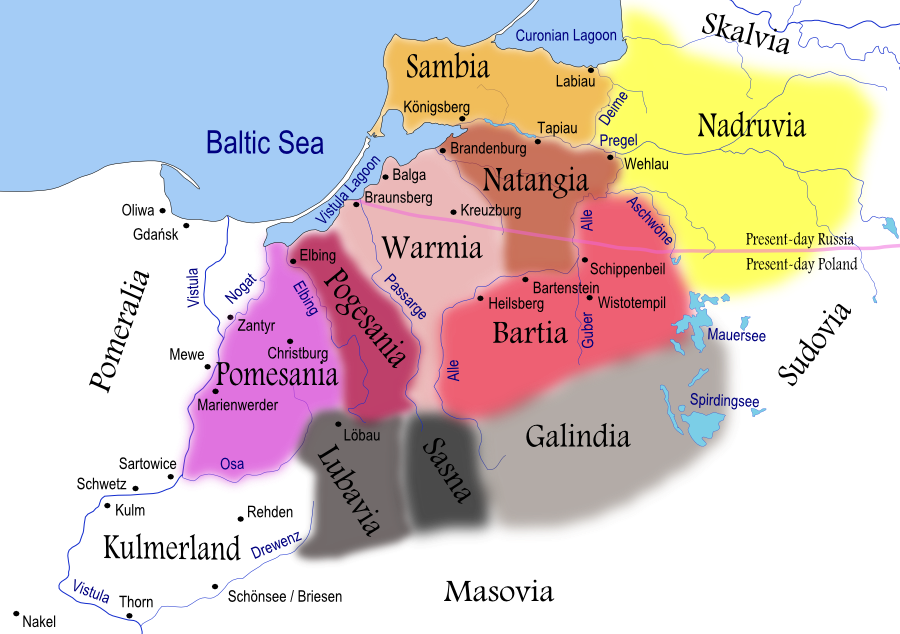
Le tribù prussiane nel XIII secolo (Galindia mostrata in grigio chiaro).

Tolomeo fu il primo autore a menzionare i galindi (in koine: Galindoi, Γαλίνδοι) nel II secolo d.C. Dal VI al VII secolo e fino al XVII, la regione che ospitava le tribù di Galindi continuò ad esistere all'interno della Prussia. L'idioma prussiano nella Galindia si estinse dal XVII secolo, principalmente perché cento anni prima si avvertirono forti influssi di credenti protestanti che cercavano rifugio, allontanandosi dalla Polonia cattolica. Quelle zone della Prussia erano popolate da abitanti di lingua tedesca.

## Galindi orientali

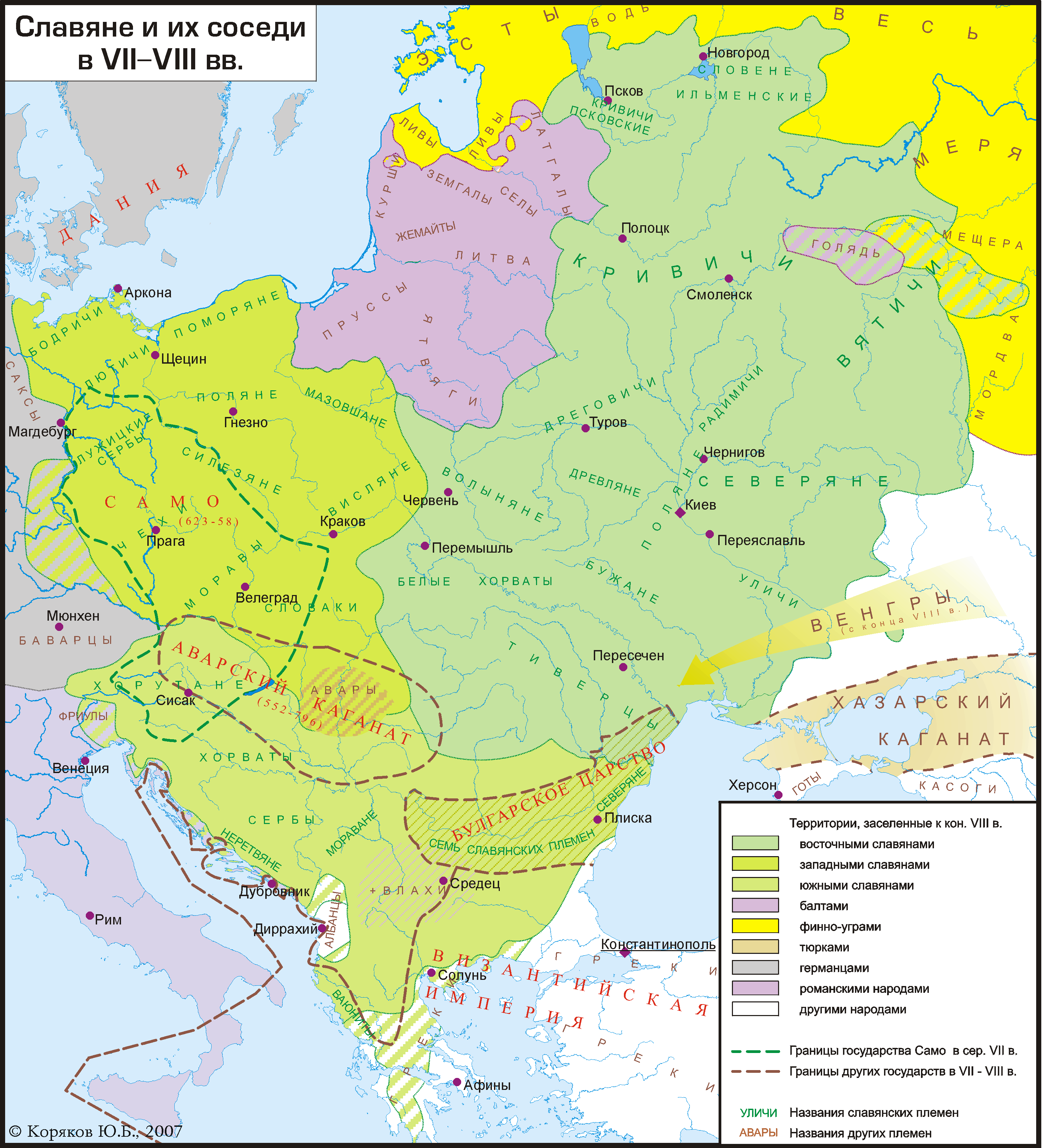
L'Europa nel VII-VIII secolo con le tribù baltiche in viola scuro. I Galindi orientali rientrano nel territorio slavo

I Galindi orientali (Galindiano est: *Galindai, in russo голядь?, dallo slavo orientale antico *Golędĭ), scomparsi anch'essi, vissero a partire dal IV secolo d.C. nel bacino del fiume Protva, vicino alle moderne città russe di Možajsk, Vereja e Borovsk. È probabile che i galindi orientali, in quanto legati alla cultura di Moščinij, popolarono anche l'intera attuale oblast' di Kaluga prima che i protoslavi si sostituissero a loro a cavallo tra il VII e l'VIII secolo. Le fonti coeve menzionano Goljad' soltanto due volte e in maniera fugace.
Questo gruppo tribale viene menzionato per la prima volta nel Codice di Laurenzio, dove si attesta che vennero sottomessi da Izjaslav I di Kiev nel 1058. Ciò dimostra che anche nel momento di maggiore potenza vissuto dalla Rus' di Kiev essi non erano suoi sudditi o tributari. Il Codice Ipaziano riferisce che Svjatoslav Ol'govič sconfisse i Goljad' che vivevano nei pressi del fiume Protva (Porotva) nel 1147 ("взя люди Голядь, верхъ Поротве").
Inoltre, la Quarta Cronaca di Novgorod afferma che Michail di Vladimir «fu ucciso dai 'Litva' (lituani) presso il Porotva» (убьенъ бысть от Литвы на Поротве, ub'en" byst' ot Litvy na Porotve) nel 1248. Lo storico Valentin Sedov ha sostenuto che questo popolo, ovvero i 'Litva', discendevano dai Galindi, in quanto non si spiegava per quale motivo i lituani avrebbero dovuto condurre campagne militari così lontano dalle terre in cui vivevano. Probabilmente, i russi non li assimilarono completamente fino al XV (o XVI) secolo. 
Sono stati riscontrati diversi toponimi probabilmente correlati a goljad: nello specifico, si tratta di due insediamenti chiamati Goljadi (Голяди), del villaggio di Goljaž'je (Голяжье) e del fiume Goljada, un affluente della Moscova.
Nelle tradizioni folcloristiche che sono sopravvissute fino al XX secolo, si racconta di potenti giganti di nome Goljada.

### Esplicative
1. ↑  L'asterisco inserito prima della parola sta a significare che è stata ricostruita e quindi non si tratta di un'attestazione certa.

### Bibliografiche
1. 1 2  Bojtár (1999), p. 109.
2. ↑  (PL) Jerzy Nalepa, Próba nowej etymologii nazwy Galindia czyli Golędź. Opuscula, in Slavica, n. 1,  pp. 93-115.
3. 1 2  (EN) Голядь, su Dizionario Enciclopedico Brockhaus ed Efron, Wikisource, 1906.
4. ↑  (EN) Studia Ucrainica, n. 3, University of Ottawa Press, 1986,  p. 24, ISBN 9780776601403.